# Debates para as eleições legislativas portuguesas de 1985
A temporada de debates para as eleições legislativas portuguesas de 1985 consistiram numa série de debates que foram realizados entre 3 de setembro e 12 de setembro de 1985 entre os líderes dos partidos representados na Assembleia da República: o líder do CDS-PP Francisco Lucas Pires, o secretário-geral do PCP e da APU Álvaro Cunhal, o secretário-geral do PS António de Almeida Santos e o líder do PSD Aníbal Cavaco Silva. O primeiro debate foi realizado no dia 3 de setembro, entre António de Almeida Santos, Álvaro Cunhal e Francisco Lucas Pires, na RTP1

## Cronologia
Os debates para as eleições legislativas 1985 foras transmitidas pela RTP1, num programa chamado Actual, em que houve uma serie de quatro debates.

### Intervenientes
- Aníbal Cavaco Silva (PSD)
- António de Almeida Santos (PS)
- Álvaro Cunhal (APU)
- Francisco Lucas Pires (CDS)

| Data                   | Intervenientes                                                                                         | Moderador(es) | Estação televisiva |
| ---------------------- | --- | ------------- | ------------------ |
| 29 de agosto de 1985   | Mário Casquilho (MDP/CDE), António Lopes Cardoso (UEDS), Mário Tomé (UDP) e Hermínio Martinho (PRD)(a) | -             | RTP1               |
| 3 de setembro de 1985  | António de Almeida Santos (PS), Álvaro Cunhal (APU) e Francisco Lucas Pires (CDS)(b)                   | -             | RTP1               |
| 5 de setembro de 1985  | Álvaro Cunhal (APU) vs. Francisco Lucas Pires (CDS)(c)                                                 | -             | RTP1               |
| 10 de setembro de 1985 | António de Almeida Santos (PS), Aníbal Cavaco Silva (PSD) e Francisco Lucas Pires (CDS)                | -             | RTP1               |
| 12 de setembro de 1985 | António de Almeida Santos (PS), Aníbal Cavaco Silva (PSD) e Álvaro Cunhal (APU)                        | -             | RTP1               |

Notas:
↑(a)  Hermínio Martinho, líder do PRD, abandonou o debate. 
↑(b)  Aníbal Cavaco Silva, líder do PSD, recusou participar no debate. 
↑(c)  Aníbal Cavaco Silva, líder do PSD, recusou participar no debate, sendo substituído por Eurico de Melo, porém, este último foi impedido de participar. 